# Dělnická kolonie ve Františkově nad Ploučnicí
Dělnická kolonie z 19. století, nazývaná Theresienthal (Terezino či Terezínské Údolí), je malé řadové sídliště, sestávající ze sedmi dvojdomků, ve Františkově nad Ploučnicí v okrese Děčín v Ústeckém kraji. Původně byl celý soubor domů zapsán do rejstříku k 4. dubnu 1966 jako kulturní památka pod jedním rejstříkovým číslem, do Ústředního seznamu kulturních památek České republiky pak byl rozepsán jako 14 samostatných kulturních památek pod vlastními rejstříkovými čísly, poté však bylo zavedeno katalogové (nikoliv rejstříkové) číslo i pro celý soubor, avšak vztah mezi jednotlivými položkami katalogu zůstal poněkud zmatený (k souboru jako celku je přiřazeno popisné a rejstříkové číslo pouze prvního z domů, třebaže i další domy jsou vedeny jako součást souboru a mají ponechána svá rejstříková čísla).

## Historie
Historie osady Franzenthal, dnešního Františkova nad Ploučnicí, se datuje od roku 1707. V uvedeném roce majitel děčínského panství hrabě Josef František Thun poskytl své pozemky na levém břehu Ploučnice pro výstavbu nové osady. O rok později zde bylo postaveno prvních pět domů. Na sklonku 18. století bylo v osadě, nazvané podle majitele panství Františkov, již 20 domů s téměř stovkou obyvatel. Františkov až do roku 1904 administrativně patřil pod správu osady Neuland (Novina), založené u Benešova v roce 1787.
Významný rozvoj osady nastal v polovině 19. století. V roce 1843 koupil podnikatel Friedrich Mattausch ve Františkově pozemky, na kterých v roce 1845 vybudoval svou zdejší první přádelnu bavlny. Další přádelnu nechal postavit v roce 1862 naproti hradu Ostrý. V roce 1847 byla vybudována silnice z Benešova do Františkova, kam do té doby existovalo spojení jen po staré obchodní cestě z Benešova přes Oldřichov a Šarfenštejn. Železniční trať z České Lípy do Děčína byla uvedena do provozu v roce 1872.
Franz Mattausch, který se po smrti otce v roce 1866 ujal vedení rodinné firmy, založil v roce 1867 na Bedřichově již třetí přádelnu a zároveň v jejím sousedství zahájil výstavbu kolonie domků pro své zaměstnance. Kolonie, která byla pojmenována po továrníkově manželce Theresii, byla postavena na místě bývalého pstruhového rybníka poblíž přádelen naproti Ostrému. Osada byla dokončená v roce 1869 a mohla poskytnout ubytování více než stovce obyvatel. Administrativně patřilo Terezino Údolí, stejně jako další místní osady, pod správní celek Neuland.
Dělnické kolonie vznikaly od poloviny 19. století v blízkosti průmyslových závodů a dolů. Zpravidla je stavěli majitelé těchto podniků pro své zaměstnance (například kolonie na Ostravsku, Kladensku, v Rosicko-Oslavanském revíru, na Mostecku či domy zaměstnanců v Baťově Zlíně). Některé kolonie si postavili sami dělníci – příkladem takového souboru staveb jsou např. pražská Buďánka.
Podle záznamů v památkovém katalogu NPÚ patří soubor domů "Theresienthal" mezi nejstarší dělnické kolonie v zemi, další zdroje označují dělnickou kolonii ve Františkově dokonce za nejstarší osadu tohoto druhu v Evropě. Přesnější označení je však nejspíše „jedna z nejstarších dochovaných dělnických kolonií“, protože za nejstarší dělnickou kolonii v Česku je zpravidla označován středočeský Adamov. Ten byl založen již v roce 1784 Janem Adamem Auerspergem pro dělníky z přádelny v nedalekých Tupadlech. Zmíněná osada byla vybudována na pravidelném půdorysu uprostřed lesů a sestávala z dřevěných domů, které se však nedochovaly.

## Popis
Kolonie ve Františkově, čítající celkem sedm poměrně dobře zachovalých dvojdomků, zapsaných pod čp. 101 až čp. 114, se nachází na levém břehu řeky Ploučnice v nadmořské výšce zhruba 200 metrů naproti ostrožně, na níž stojí pozůstatky hradu Ostrý. Lokalita bezprostředně sousedí s jižním výběžkem katastrálního území Benešova nad Ploučnicí. Byty uvnitř každé poloviny dvojdomků sestávaly ze vstupní síně, obývacího pokoje a kuchyně, v podkroví byly dvě komory, sloužící jako ložnice. Součástí domků byly malé zahrádky.